# Midori - La ragazza delle camelie (film)
Midori - La ragazza delle camelie (Shôjo tsubaki: Chika gentô gekiga) è un mediometraggio del 1992 diretto da Hiroshi Harada e basato sul manga Shōjo Tsubaki del 1984 del mangaka Giapponese Suehiro Maruo.
A oggi, pare essere l'unico media prodotto e distribuito dalla casa indipendente nipponica Mippei Eigeki Kiryuukan. Suehiro Maruo compare non solo come produttore esecutivo ma anche come produttore, sceneggiatore e compositore musicale: ha infatti scritto i testi delle musiche poi gestite e mixate dal musicista J.A. Shîzâ. Esattamente come il prodotto originale da cui è tratto: il film non si censura molto sulle scene proposte rappresentando esplicitamente sesso non consensuale e violenza sugli animali, oltre a presentare una storia opprimente e priva di qualsivoglia lieto fine o rivalsa.

## Trama
Midori è una giovane ragazza giapponese costretta a vendere rose in un quartiere malfamato per sostenere la povera madre malata, un giorno riceve le attenzioni di un uomo che le propone un lavoro all'interno di un circo itinerante; dopo la morte improvvisa della madre causata dai topi che nel frattempo avevano invaso la casa, Midori accetta l'impiego divenendo fin da subito vittima di abusi e violenze di vario genere da parte degli artisti di scena: un gruppo di persone tremendamente sfigurate e dalle capacità uniche. Passano gli anni e la piccola Midori continua ad essere selvaggiamente umiliata e usata come schiava, ma l'arrivo in scena di un mago cinese nano in grado di introdursi dentro una bottiglia risulterà essere la sua ancora di salvezza; il giovane mago si innamora della ragazza e utilizzando le sue capacità la tiene al sicuro dalle molestie dei colleghi fino al giorno del loro matrimonio. Una volta sposata, quelli che una volta erano i suoi aguzzini diventano la sua nuova famiglia e grazie alle capacità del marito riescono non solo ad ottenere stabilità per loro ma anche per lo stesso circo precedentemente portato in rovina dall'incapacità del gestore, ma uno di loro (soprannominato la mummia) ancora nutre sentimenti verso Midori ed è più che determinato a renderla nuovamente sua; il mago utilizza quindi le sue capacità di illusionismo per uccidere il rivale in amore ma questo provoca anche l'allontanamento dell'amata - appesantito anche dal suo rifiuto a renderla una stella del cinema - che lo costringe poi ad andare in scena da solo: qui non riesce a sopportare facilmente le battute del pubblico e facendo nuovamente affidamento alle sue peculiarità convince la gente di essere dei mostri contorti e inguardabili. Al termine dello spettacolo, Midori e suo marito abbandonano il circo con l'obiettivo di raggiungere Tokyo ma alla stazione il povero nano viene accoltellato da un ladro e abbandonato sanguinante vicino ai binari. Midori cerca dunque il corpo del marito dando vita ad uno dei finali più enigmatici del cinema d'animazione concettuale: mentre gira per la stazione finisce più volte davanti ad una fabbrica in disuso e nota un uomo ripetere in continuazione le stesse azioni (avanza, si ferma e tossisce), finché ad un certo punto si ritrova davanti la gang del circo al completo, con tanto di marito in cima alle scale, che indicandola iniziano a ridere (probabilmente ad indicare che tutta la storia di fuga e speranza non era che un'ennesima illusione).

## Censura
Alla sua uscita fu bandito e sequestrato dalle autorità nipponiche, per poi essere successivamente rieditato con alcuni tagli [...] il Regista Hiroshi Harada fu infatti costretto a lavorare al risparmio curando praticamente da solo ogni aspetto della pellicola, poiché nessuno ebbe il coraggio di produrla; proprio per questo motivo il film risulta uno dei più statici e meno "animati" del panorama Anime ma al contempo è riuscito a generare un gran numero di appassionati del cinema estremo. Inizialmente il film doveva durare oltre i 60 minuti ma dopo la prima proiezione al Mitake Jinja Shinto di Tokyo vennero disposti più di 26 tagli e rimaneggiamenti delle scene portandolo all'irrisoria durata di 45 minuti circa.
Il film, come il fumetto, trae ispirazione dalla figura del teatro Kamishibai - da cui il titolo originale - della Shōjo Tsubaki (la ragazza delle camelie): una ragazza a cui è stata portata via l'innocenza e la giovinezza, costretta a vendere fiori per sopravvivere e ad accettare un mondo prostrato dalla crisi economica senza il supporto genitoriale; un contesto sociale alquanto duro e di difficile digestione che però punta a rappresentare la realtà degli eventi post-guerra che un paese deve sopportare [...] Suehiro Maruo, indiscusso maestro dell'ero guro, intreccia questo tema classico con l’estetica marcescente e provocatoria che da sempre contraddistingue il suo lavoro.
Esiste una versione Live Action del 2016 chiamata Midori: The Camelia Girl diretta dalla regista indipendente Torico, della durata di 91 minuti circa; considerato da pubblico e critica come una versione bambinesca e goffa dell'opera originale di Hiroshi Harada. 
Sia il film del 1992 che quello del 2016 sono inediti in Italia.